# فريدريك أبل (لاعب كرة قدم)
فريدريك أبل هو لاعب كرة قدم فنلندي في مركز الدفاع، ولد في 8 أبريل 1991. لعب مع FC Åland ‏.

## وصلات خارجية
- فريدريك أبل (لاعب كرة قدم) على موقع قاعدة بيانات كرة القدم.إي يو (الإنجليزية)
- فريدريك أبل (لاعب كرة قدم) على موقع Soccerway.com (الإنجليزية)